# Савка Андрій
 Андрій Савка  (13 грудня 1619, Стебник (Словаччина), Лемківщина (сучасна Словаччина) — 1661 Мушина, сучасна Польща) — лемківський «Робін Гуд» (розбійник), герой фольклору з Дуклі (сучасна Польща). Походив з сім'ї дяка, став розбійником у 1640 році, пізніше створив свою ватагу. Очолював загін з 500 бійців під час повстання Костки-Наперського у 1651.
Загинув у 1661.